# Lúčanská Fatra
Lúčanská Fatra este o arie protejată (arie specială de conservare — SAC, sit de importanță comunitară — SCI) din Slovacia întinsă pe o suprafață de 1.454,31 ha, integral pe uscat.

## Localizare
Centrul sitului Lúčanská Fatra este situat la coordonatele 49°06′04″N 18°49′06″E / 49.101023°N 18.8184°E.

## Înființare
Situl Lúčanská Fatra a fost declarat sit de importanță comunitară în septembrie 2015 pentru a proteja 1 specie de plante și 2 specii de animale. Situl a fost protejat și ca arie specială de conservare în octombrie 2017.

## Biodiversitate
Situată în ecoregiunea alpină, aria protejată conține 10 habitate naturale: Formațiuni ierboase bogate în specii de Nardus, dezvoltate pe substraturi silicioase în zone montane (și în zone submontane, în Europa continentală), Mlaștini turboase de tranziție și turbării mișcătoare, Tufărișuri cu Pinus mugo și Rhododendron hirsutum (Mugo-Rhododendretum hirsuti), Păduri de fag subalpine medio-europene cu Acer și Rumex arifolius, Păduri de fag Luzulo-Fagetum, Păduri acidofile de Picea de la nivel montan la nivel alpin (Vaccinio-Piceetea), Pajiști alpine și boreale, Păduri de fag Asperulo-Fagetum, Păduri pe pante, grohotișuri și ravene de Tilio-Acerion, Mlaștini împădurite.
La baza desemnării sitului se află mai multe specii protejate:
- plante (1): Campanula serrata
- mamifere (2): râs eurasiatic (Lynx lynx), urs brun (Ursus arctos)